# Johnny Wiggs

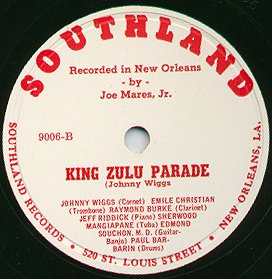
Schallplatten-Label von Southland Records mit Johnny Wiggs

Johnny Wiggs (eigentlich John Wigginton Hyman, * 25. Juli 1899 in New Orleans; † 9. Oktober 1977 ebenda) war ein US-amerikanischer Jazz-Kornettist und Bandleader des Dixieland Jazz.

## Leben und Wirken
Johnny Wiggs begann seine Karriere als Violinist, wechselte dann zum Kornett und zog nach New York, bevor er wieder nach New Orleans zurückkehrte. Stilistisch war er stark von King Oliver und Bix Beiderbecke beeinflusst. 1924/25 spielte er mit Norman Brownlee, 1926 mit Happy Schilling. Ab Ende der 1920er Jahre arbeitete er als Lehrer in Louisiana und trat daneben in Jazzclubs in New Orleans auf. Erste Aufnahmen entstanden Ende der 1920er Jahre als John Hyman's Bayou Stompers und Ellis Stratakos. Ab Ende der 1940er Jahre war Wiggs erneut als Vollzeitmusiker aktiv, leitete verschiedene Formationen (u. a. mit Frank Froeba) und machte Aufnahmen, nun unter dem Künstlernamen Johnny Wiggs. Er war einer der wenigen jüdischen Jazzmusiker dieser Zeit.
1946 überzeugte er den Sender WSMB zu einer All-Star-Band (mit Julian Laine, Bujie Centobie, Armand Hug, Chink Martin und Monk Hazel), die 18 Monate lang wöchentlich für den Sender arbeitete. Er wirkte im Jazzrevival ab den 1940er Jahren mit durch Aufnahmen u. a. mit Snoozer Quinn (Melancholy Baby), Santo Pecora, Armand Hug, Raymond Burke und Doc Souchon; Unter eigenen Namen spielte er für das kleine Label New Orleans Records 1948 vier Titel ein, Ultra Canal, Two Wing Temple in the Sky, Bourbon Street Bounce und Congo Square. 1950 nahm er für Commodore Records den Standard Baby Won't You Please Come Home auf.
In den 1960er Jahren trat Wiggs nur zeitweise auf, obwohl er bis in die 1970er Jahre aktiv blieb. Von 1969 bis 1974 trat er auf dem New Orleans Jazz Festival und auf dem Manassas Jazz Fest auf. Er war Mentor jüngerer Musiker wie George Finola, wirkte an der Gründung des New Orleans Jazz Club mit. Zu seinen bekanntesten Schülern gehörten Pete Fountain und George Girard.

## Diskographische Hinweise

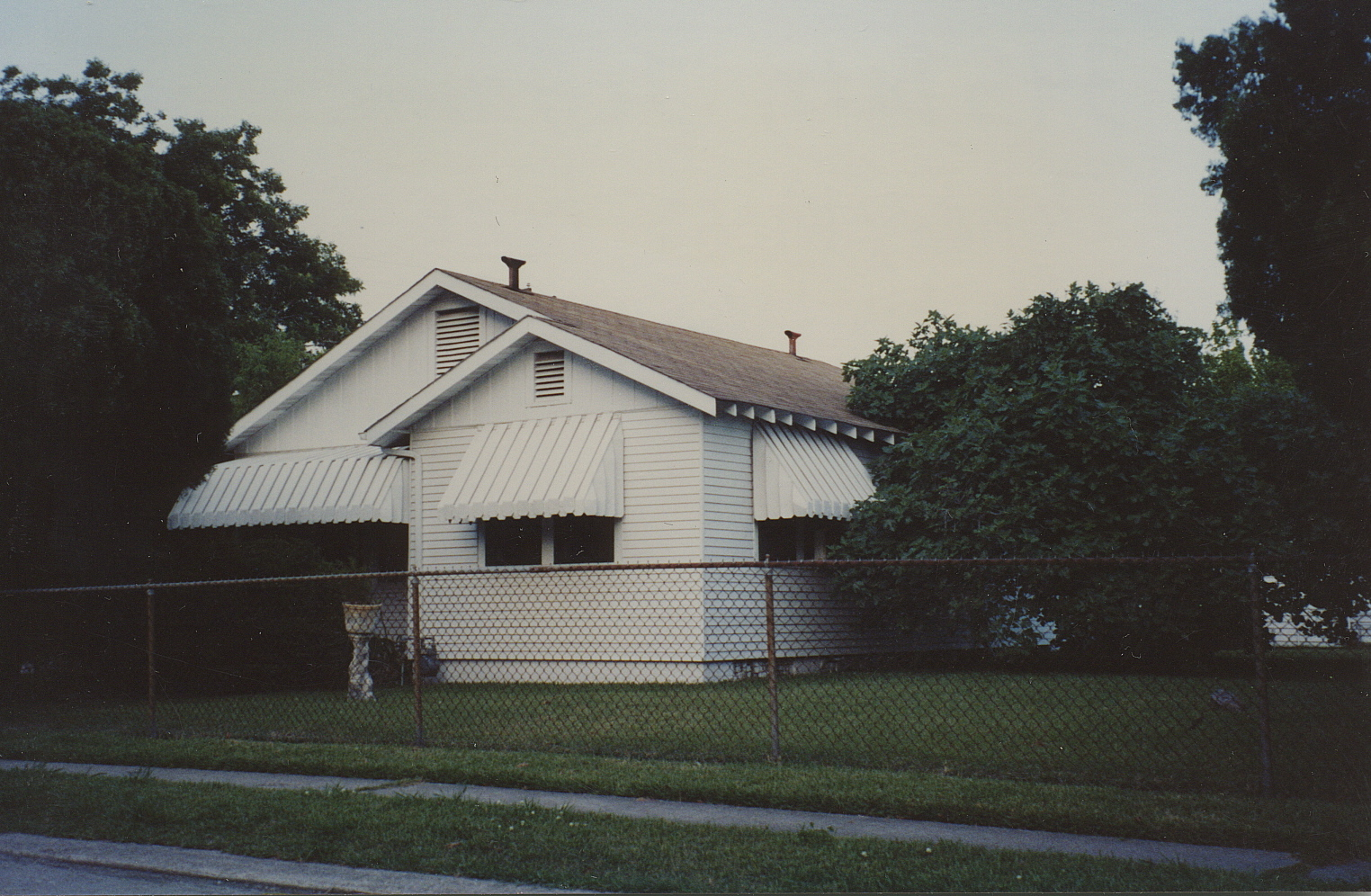
Das frühere Haus von Johnny Wiggs in Jefferson (Louisiana).

- New Orleans Kings (Southland, 1954 – 10"-LP)
- Dixieland of Old New Orleans (Golden Crest, 1957)
- Sounds of New Orleans, Vol. 2 (Storyville Records, 1950–55) mit Raymond Burke, Armand Hug, Doc Souchon, Phil Darois
- New Orleans Jazz Chamber Music Session (Paramount, 1956)
- Chamber Jazz (1959)
- Zutty Singleton & Johnny Wiggs: Jazz For The Seventies (Fat Cat’s Jazz)
- City of a Million Dreams (GHB, 1972) mit Art Hodes, Claude Hopkins, Bob Greene
- Doc Souchon & Johnny Wiggs, The Lakefront Loungers: New Orleans Daily Jazz (GHB) mit Edmond „Doc“ Souchon, Sherwood Mangiapane, Raymond Burke, Johnny Wiggs, Paul Crawford, Knocky Parker, Paul Barbarin
- Congo Square by Johnny Wiggs and other Vintage Material from 1948 & 1949 (GHB, 2010)

## Lexigraphische Einträge
- Ian Carr, Digby Fairweather, Brian Priestley: Jazz. The Rough Guide. The Rough Guides, London 1995, ISBN 1-85828-137-7, S. 165.